# دون كلارك (لاعب كريكت)
دون كلارك (بالإنجليزية: Don Clarke)‏ (و. 1933 – 2002 م) هو لاعب كريكت، ولاعب اتحاد الرغبي نيوزلندي، ولد في أربونة، مركز لعبه هو ظهير ‏، توفي في جوهانسبرغ، عن عمر يناهز 69 عاماً.

## روابط خارجية
- دون كلارك عل موقع إسبنسكروم (الإنجليزية)
- دون كلارك على موقع قاعة نيوزيلندا للمشاهير الرياضية (الإنجليزية)